# Hrnići
Hrnići (en cirílico: Хрнићи) es una aldea de la municipalidad de Prijedor, Republika Srpska, Bosnia y Herzegovina.
Administrativamente, se encuentran integrado a la localidad de Kozarac junto a Brđani y Dera.

## Población
| Composición de la Población - Localidad de Hrnići | Composición de la Población - Localidad de Hrnići | Composición de la Población - Localidad de Hrnići | Composición de la Población - Localidad de Hrnići | Composición de la Población - Localidad de Hrnići | Composición de la Población - Localidad de Hrnići |
| ------------------------------------------------- | ------------------------------------------------- | ------------------------------------------------- | ------------------------------------------------- | ------------------------------------------------- | ------------------------------------------------- |
|                                                   | 2013                                              | 1991                                              | 1981                                              | 1971                                              | 1961                                              |
| Total                                             | 621                                               | 669 (100,0%)                                      | 767 (100,0%)                                      | 821 (100,0%)                                      | 804 (100,0%)                                      |
| Varones                                           | 308                                               | -                                                 | -                                                 | -                                                 | -                                                 |
| Mujeres                                           | 313                                               | -                                                 | -                                                 | -                                                 | -                                                 |
| Bosniacos                                         | 601                                               | 600 (89,69%)                                      | 603 (78,62%)                                      | 721 (87,82%)                                      | 324 (40,30%)                                      |
| Serbios                                           | 2                                                 | 3 (0,448%)                                        | 8 (1,043%)                                        | 4 (0,487%)                                        | 15 (1,866%)                                       |
| Croatas                                           | 6                                                 | 10 (1,495%)                                       | 15 (1,956%)                                       | 30 (3,654%)                                       | 36 (4,478%)                                       |
| Bosnios                                           | -                                                 | -                                                 | -                                                 | -                                                 | -                                                 |
| Gitanos                                           | -                                                 | -                                                 | -                                                 | -                                                 | -                                                 |
| Musulmanes                                        | -                                                 | -                                                 | -                                                 | -                                                 | -                                                 |
| Bosnio y Herzegovinos                             | -                                                 | -                                                 | -                                                 | -                                                 | -                                                 |
| Albaneses                                         | -                                                 | -                                                 | -                                                 | 1 (0,122%)                                        | -                                                 |
| Yugoslavos                                        | -                                                 | -                                                 | 81 (10,56%)                                       | -                                                 | 339 (42,16%)                                      |
| Ukranianos                                        | 7                                                 | -                                                 | -                                                 | -                                                 | -                                                 |
| Montenegrinos                                     | -                                                 | -                                                 | -                                                 | -                                                 | -                                                 |
| Eslovenos                                         | -                                                 | -                                                 | -                                                 | -                                                 | 1 (0,124%)                                        |
| Ortodoxos                                         | -                                                 | -                                                 | -                                                 | -                                                 | -                                                 |
| Macedonios                                        | -                                                 | -                                                 | -                                                 | -                                                 | -                                                 |
| Húngaros                                          | -                                                 | -                                                 | -                                                 | -                                                 | -                                                 |
| Otros                                             | 3                                                 | 56 (8,371%)                                       | 60 (7,823%)                                       | 65 (7,917%)                                       | 89 (11,07%)                                       |
| Sin declarar                                      | 1                                                 | -                                                 | -                                                 | -                                                 | -                                                 |
| Desconocidos                                      | 1                                                 | -                                                 | -                                                 | -                                                 | -                                                 |

## Destrucción durante la Guerra de Bosnia
El Tribunal Penal Internacional para la ex Yugoslavia durante el juicio que declaró culpable a Ratko Mladić del crimen de genocidio entre otros, señaló entre el 24 de mayo y julio de 1992, el Ejército de la Republika Srpska (VRS), actuando conjuntamente con la policía y las fuerzas paramilitares, atacó las aldeas predominantemente bosnio-musulmanas y bosnio-croatas de Kozarac y Ljubija y sus alrededores, incluidos Hrnići, Jakupovići y Koncari. El ataque comenzó con fuertes bombardeos seguidos de la llegada de infantería a las aldeas. Las aldeas y los barrios musulmanes fueron bombardeados indiscriminadamente, lo que resultó en una gran destrucción de casas en particular. Después del bombardeo, soldados armados entraron en Kozarac y Ljubija y incendiaron casas. Las aldeas predominantemente serbias, como Rajkovic y Podgrad, no estaban protegidas en absoluto o solo accidentalmente. Durante el ataque a Hrnići, la mezquita fue alcanzada por un proyectil. A fines del verano de 1992, el área de Kozarac estaba desolada y los edificios que sobrevivieron al ataque fueron destruidos y destruidos.